# Université d'État de Californie à Los Angeles
Cet article possède un paronyme, voir Université de Californie à Los Angeles.
L'université d'État de Californie à Los Angeles (California State University, Los Angeles en anglais), aussi connue sous le nom de Cal State L.A. ou CSULA, est une université publique située à Los Angeles, près de la ville d'Alhambra. Elle fait partie du système de l'université d'État de Californie.